# Inken Terjung
Inken Terjung (* 13. August 1996) ist eine deutsche Leichtathletin, die für Cologne Athletics startet.

## Karriere
2014 nahm Terjung, noch mit der TSG Dülmen, erstmals bei den Deutschen Jugendmeisterschaften teil und belegte im 800-Meter-Lauf den fünften Platz ihres Vorlaufes. Bei den Deutschen U20-Meisterschaften gewann Terjung 2018 zusammen mit Vera Hoffmann und Anna Gehring die Goldmedaille in der 3-mal-800-Meter-Staffel. Sie wurde zusammen mit Kim Uhlendorf und Christina Zwirner Vierte in der 3-mal-800-Meter-Staffel bei den Deutschen Meisterschaften 2019. 2022 wurde sie in derselben Disziplin mit Kim Uhlendorf und Vera Coutellier deutsche Vizemeisterin. 2023 verteidigte sie diesen Titel mit denselben Staffelmitgliedern. Im selben Jahr wurde sie außerdem deutsche Hallenmeisterin in dieser Staffel. 2024 verteidigte sie den Titel mit Sarah Schmitz und Vera Coutellier.